# Białośliwie Wąskotorowe
Białośliwie Wąskotorowe – wąskotorowa stacja kolejowa Bydgosko-Wyrzyskich Kolei Dojazdowych w Białośliwiu, w województwie wielkopolskim.
Została uruchomiona w dniu 21 lutego 1895 jako stacja początkowa linii kolejowej przez Kocik-Młyn, Pobórkę, Nieżychowo, Jeziorki, Czajcze, Kijaszkowo, Kruszki, Szczerbin do Łobżenicy (29, 22 km), z odgałęzieniem z Czajcza do Wysokiej (około 5 km). Była stacją łącznikową, czyli miała połączenie ze stacją normalnotorową. Na stacji ulokowana była baza techniczna (warsztaty kolejowe, parowozownia, stolarnia, kuźnia). Ze stacji została poprowadzona również linia kolejowa do portu rzecznego na Noteci. Obecnie stacja jest używana do ruchu turystycznego przez Towarzystwo Wyrzyska Kolej Powiatowa. Wpisana do rejestru zabytków w dniu 24 stycznia 2007 pod numerem 41/Wlkp/A